# Listă de aeroporturi după codul ICAO: T
Mai jos este lista de aeroporturi al căror cod ICAO începe cu litera T .
Această listă este generată cu date din Wikidata și este actualizată periodic de un robot.
 Editările făcute în listă vor fi șterse la următoarea actualizare!
| Imagine | Cod ICAO | Articol                                                   |
| ------- | -------- | --------------------------------------------------------- |
|         | TFFM     | Aeroportul Marie-Galante                                  |
|         | TDCF     | Aeroportul Canefield                                      |
|         | TFFF     | Aeroportul Internațional Martinique Aimé Césaire          |
|         | TAPH     | Aeroportul Codrington                                     |
|         | TJIG     | Aeroportul Fernando Luis Ribas Dominicci                  |
|         | TJSJ     | Aeroportul Internațional Luis Muñoz Marín                 |
|         | TTCP     | Aeroportul Internațional Arthur Napoleon Raymond Robinson |
|         | TJCP     | Aeroportul Benjamín Rivera Noriega                        |
|         | TVSB     | Aeroportul J. F. Mitchell                                 |
|         | TFFJ     | Aeroportul Gustaf III                                     |
|         | TFFS     | Aeroportul Les Saintes                                    |
|         | TIST     | Aeroportul Cyril E. King                                  |
|         | TLPC     | Aeroportul George F. L. Charles                           |
|         | TAPA     | Aeroportul Internațional V. C. Bird                       |
|         | TUPA     | Aeroportul Auguste George                                 |
|         | TDPD     | Aeroportul Douglas–Charles                                |
|         | TNCS     | Aeroportul Juancho E. Yrausquin                           |
|         | TNCA     | Aeroportul Internațional Queen Beatrix                    |
|         | TFFR     | Aeroportul Internațional Pointe-à-Pitre                   |
|         | TVSU     | Aeroportul Union Island                                   |
|         | TFFG     | Aeroportul L'Espérance                                    |
|         | TXKF     | Aeroportul Internațional L.F. Wade                        |
|         | TFFB     | Aeroportul Baillif                                        |
|         | TQPF     | Aeroportul Internațional Clayton J. Lloyd                 |
|         | TJVQ     | Aeroportul Antonio Rivera Rodríguez                       |
|         | TJMZ     | Aeroportul Eugenio María de Hostos                        |
|         | TJPS     | Aeroportul Mercedita                                      |
|         | TBPB     | Aeroportul Internațional Grantley Adams                   |
|         | TVSM     | Aeroportul Mustique                                       |
|         | TGPZ     | Aeroportul Lauriston                                      |
|         | TNCB     | Aeroportul Internațional Flamingo                         |
|         | TLPL     | Aeroportul Internațional Hewanorra                        |
|         | TNCC     | Aeroportul Internațional Hato                             |
|         | TRPG     | Aeroportul John A. Osborne                                |
|         | TJBQ     | Aeroportul Rafael Hernández                               |
|         | TKPK     | Aeroportul Robert L. Bradshaw                             |
|         | TJRV     | Aeroportul José Aponte de la Torre                        |
|         | TNCE     | Aeroportul F.D. Roosevelt                                 |
|         | TVSV     | Aeroportul E. T. Joshua                                   |
|         | TRPM     | Aeroportul W. H. Bramble                                  |
|         | TKPN     | Aeroportul Vance W. Amory                                 |
|         | TVSC     | Aeroportul Canouan                                        |
|         | TJAB     | Aeroportul Antonio (Nery) Juarbe Pol                      |
|         | TVSA     | Aeroportul Argyle                                         |
|         | TGPY     | Aeroportul Internațional Maurice Bishop                   |
|         | TNCM     | Aeroportul Internațional Princess Juliana                 |
|         | TUPJ     | Aeroportul Internațional Terrance B. Lettsome             |
|         | TTPP     | Aeroportul Internațional Piarco                           |
|         | TUPW     | Aeroportul Virgin Gorda                                   |
|         | TISX     | Aeroportul Henry E. Rohlsen                               |